# 京成高砂站
京成高砂站（日语：／ Keisei-takasago eki */?）是位於日本東京都葛飾區高砂，屬於京成電鐵和北總鐵道的鐵路車站。車站編號是KS10。此站是京成電鐵與北總鐵道的共同使用站，並交由京成電鐵負責管理。站名牌與旅客指南都採用省略京成二字的「高砂」。

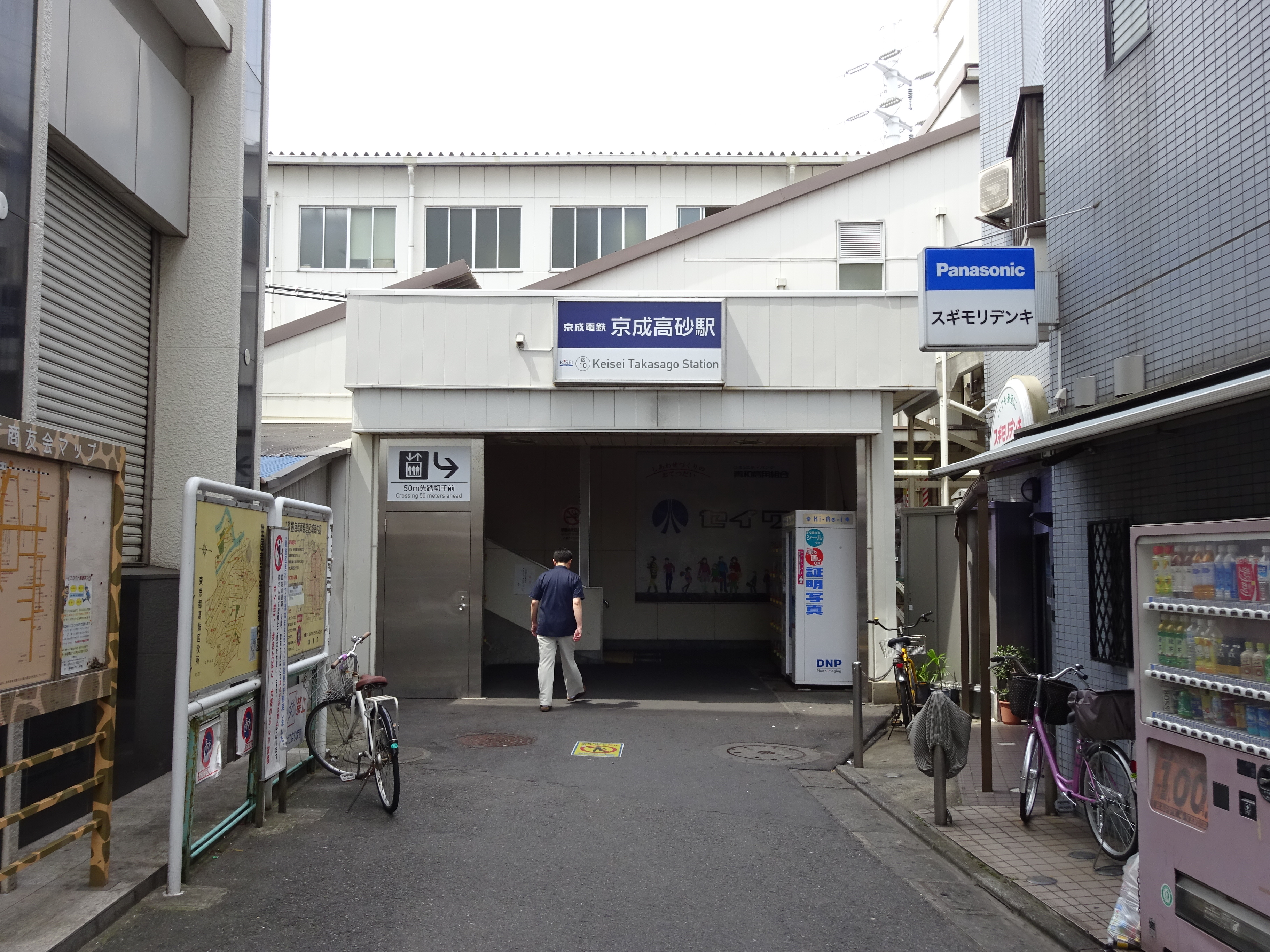
南口（2016年6月）

## 概要
京成電鐵的本線、金町線、成田機場線與北總鐵道的北總線皆在本站停靠。除本線以外的3條路線都以此站為起點，當中京成成田機場線與北總鐵道北總線、京成本線京成上野方向以及同線的青砥站起分岐的押上線進行直通運行。
成田機場線的愛稱是「成田Sky Access線」，也在旅客導覽使用。該線與北總線共用設施直至印旛日本醫大站為止（北總鐵道是第一種鐵道事業者、京成電鐵是第二種鐵道事業者）。京成成田機場線與北總線在法律上視為不同事業者的路線，但有許多導覽如時刻表等共通。
此站是京成本線、船橋路線與成田機場線、北總線路線的分岐站，與相鄰的青砥站成為京成電鐵內的交匯站。車站東側設有京成電鐵的高砂檢車區，因此有多班此站始發、終到列車。而京成本線此站至青砥是複複線。

## 歷史
- 1912年（大正元年）11月3日：曲金站開業，位於現址往小岩方向，是本線與金町線的分歧點。
- 1913年（大正2年）6月26日：曲金站更名為高砂站。
- 1931年（昭和6年）11月18日：高砂站更名為京成高砂站。
- 1954年（昭和29年）12月：在車站進行改良工程的同時，遷移到現在的位置。
- 1991年（平成3年）3月31日：北總開發鐵道北總公團線（現在的北總線）延伸本站[2]，並開始與京成本線相互直通運行。
- 2010年（平成22年）
  - 7月5日：金町線用高架月台落成啟用[3]。同日金町線開始獨立運作，與本線系統分離[3]。
  - 7月17日：途經北總線連接成田機場的成田機場線（成田Sky Access線）開業。本站成為新設的「Access特急」停車站之一。

## 車站構造

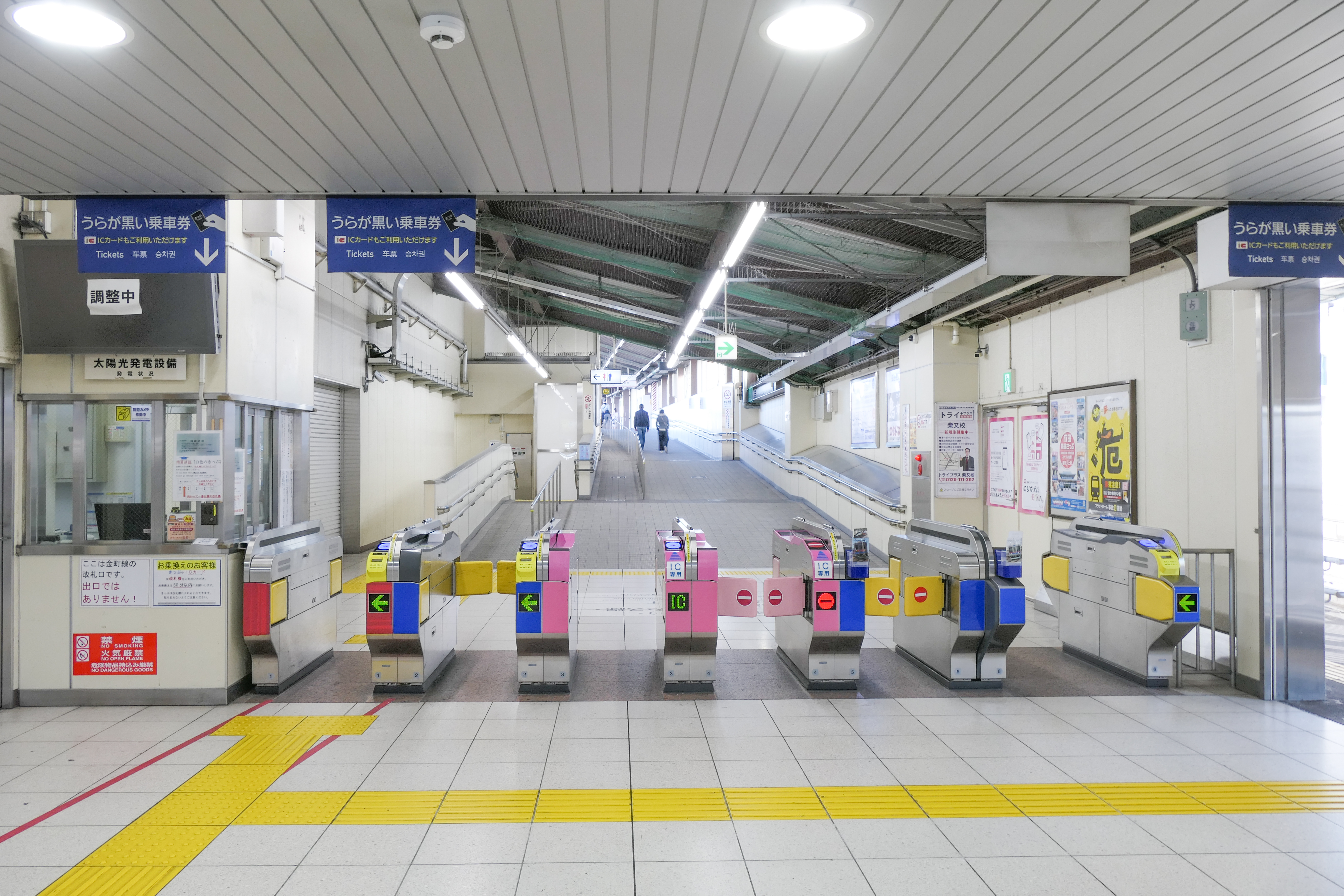
金町線專用的驗票口（2021年12月）

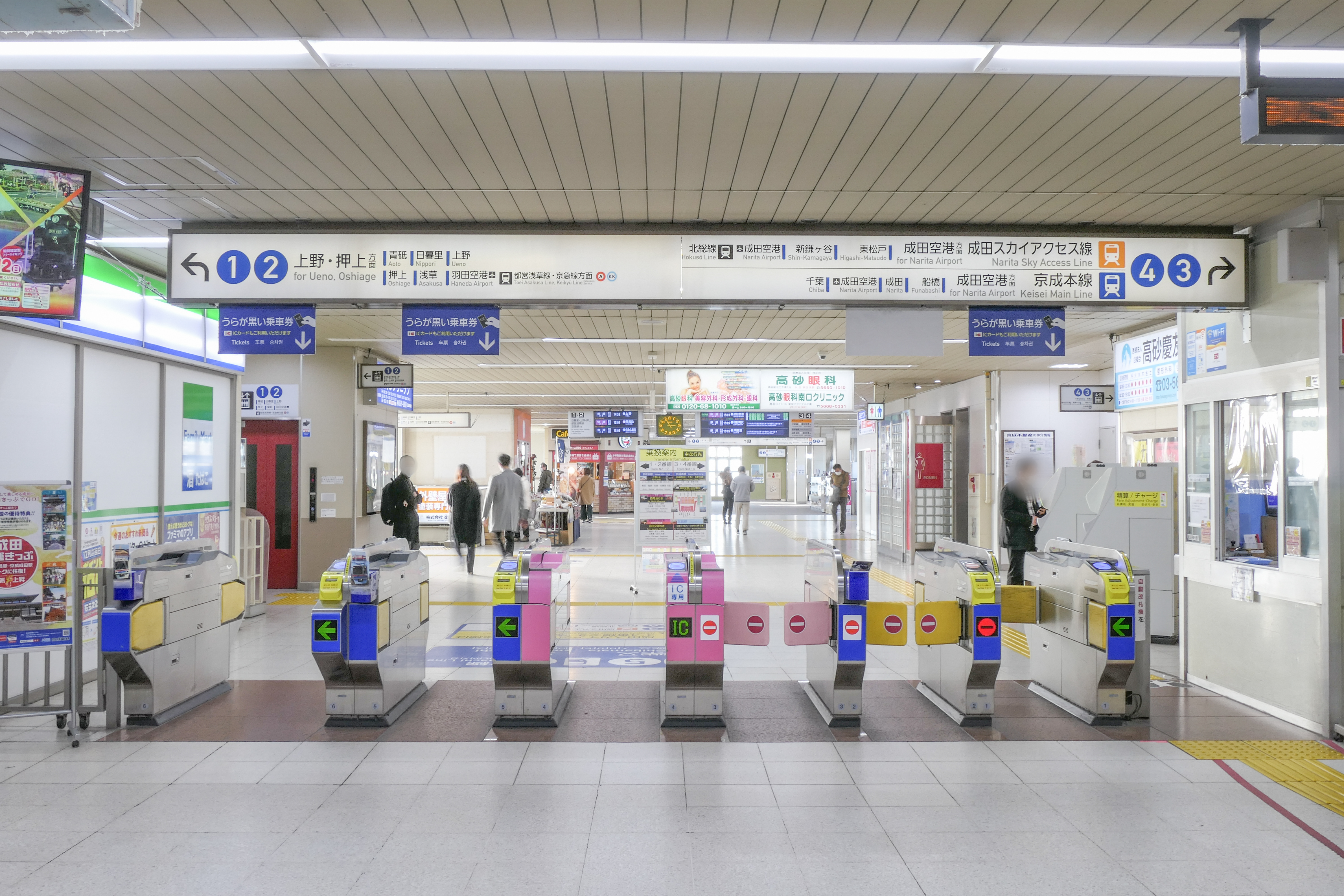
京城本線的驗票口（2021年12月）

本站是由島式月台2面4線（地面）與單式月台1面1線（高架）組成的車站，站房採用跨站式站房設計，並由京成電鐵負責整體車站業務。本站負責管理高砂管區的京成小岩站與江戶川站。
京成本線、成田Sky Access線（成田機場線）、北總線共用地面的2面4線月台線路。金町線使用高架的5號線，並設有獨立驗票口，前往一樓月台需付費區外轉乘。付費區外轉乘限時30分鐘，超過時間以出站計算。1號線至4號線使用的是全彩LED式列車資訊顯示器，5番線（金町線）月台使用3色LED式列車資訊顯示器。

### 月台配置
| 月台                   | 路線                    | 方向 | 目的地                                                              |
| ---------------------- | ----------------------- | ---- | ------------------------------------------------------------------- |
| 地面月台               |                         |      |                                                                     |
| 1、2                   | 押上線直通              | 上行 | 押上、 淺草線、 京急本線方向                                        |
| 1、2                   | 京成本線                | 上行 | 日暮里、上野方向                                                    |
| 3、4                   | 京成本線                | 下行 | 船橋、成田、成田機場、千葉方向                                      |
| 3、4                   | 北總線 成田Sky Access線 | 下行 | 東松戶、新鎌谷、千葉新城中央、 印西牧原、印旛日本醫大、成田機場方向 |
| 高架月台（金町線月台） |                         |      |                                                                     |
| 5                      | 金町線                  | 下行 | 柴又、金町方向                                                      |

- 3、4號線的路線方向標示，北總鐵道北總線是與京成電鐵「成田Sky Access線」合併表示。「成田Sky Access線」通車之前也是本線與北總線合併表示。
- 2010年7月5日啟用金町線5號線月台以前，金町線內的折返列車是使用地面月台4號線，直通上野、押上方向的直通列車使用2號線。另外往金町線的直通列車使用4號線。
- 3、4號線搭車時需注意行駛路線。
- 由於配線的關係，1號線無法進出檢車區。（※ 北側折返線2線無法前往1號線）因此，往青砥、上野、押上方向的本站始發列車（午間時段的押上線快速特急與橫濱方向快特）大多數在2號線發車。
- 有列車會在本站進行目的地、車種的變更。早晨兩班淺草線、押上線發出的普通列車（如同本站終停列車），在本站分別改成快速列車往京成佐倉、快速列車往京成成田（如同本站始發列車）。另一方面，本線兩班夜間上行快速列車（如同本站終停列車），在本站分別改成普通列車往西馬込行、機場急行往羽田機場（京急線）（如同本站始發列車）。

### 站內設備
- 電扶梯（付費區大廳與1 - 4號月台間）
- 電梯（付費區大廳與1 - 4號月台間，出入口與付費區外大廳間）
- 定期券售票處（付費區外　營業時間7:00 - 20:00 自動定期券售票機營業時間為首班車 - 末班車）
- FamilyMart京成高砂站店（付費區外）
- Cafe Milano京成高砂站店（付費區内）
- Juicer Bar京成高砂店（付費區內3・4號線階梯前）
- 郵貯銀行ATM、三井住友銀行ATM、Seven銀行（日语：セブン銀行）ATM（付費區外）
- 銀座Cozy Corner（日语：銀座コージーコーナー）京成高砂店（車站北口階梯下）

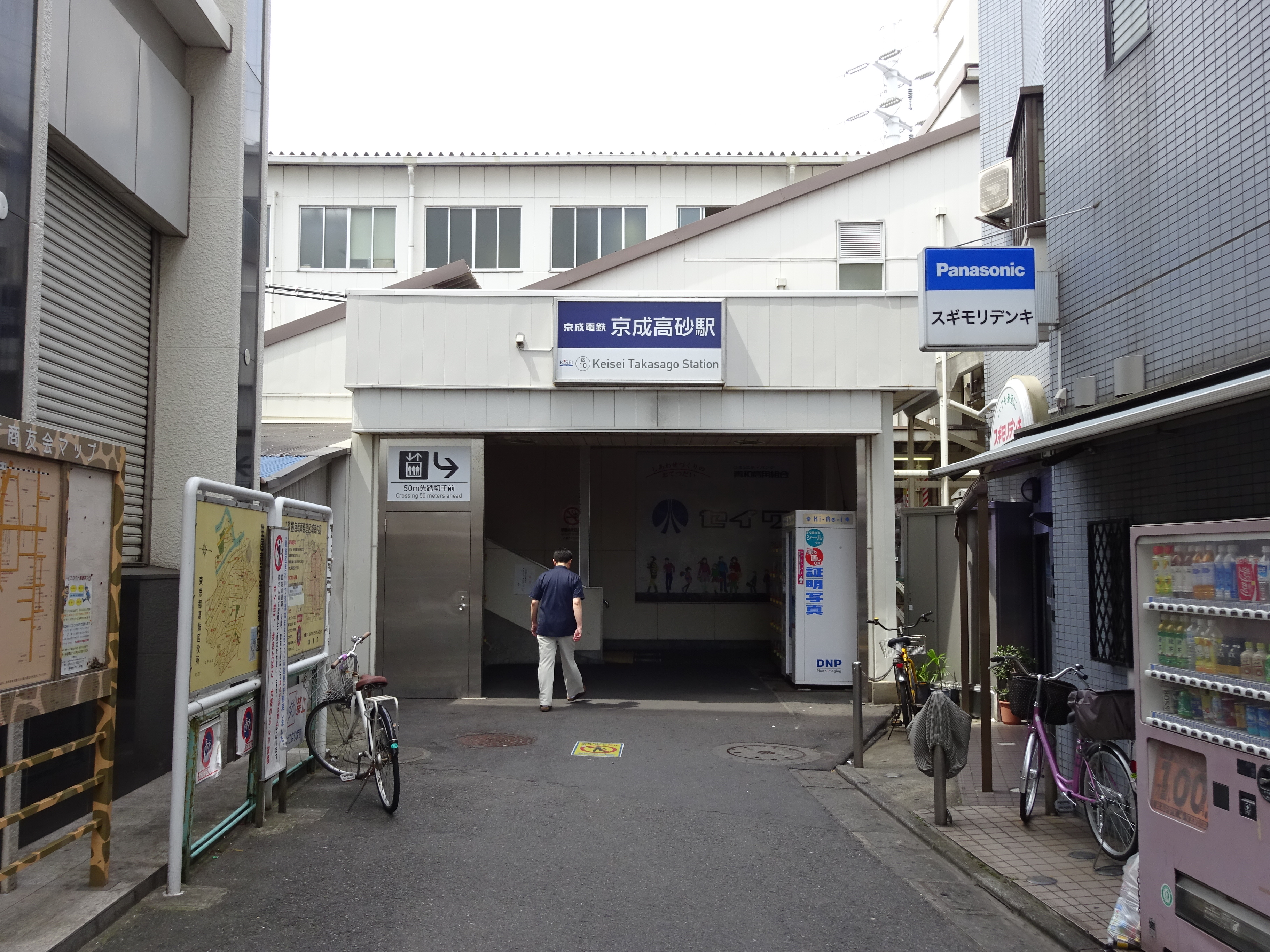
南口（2016年6月）
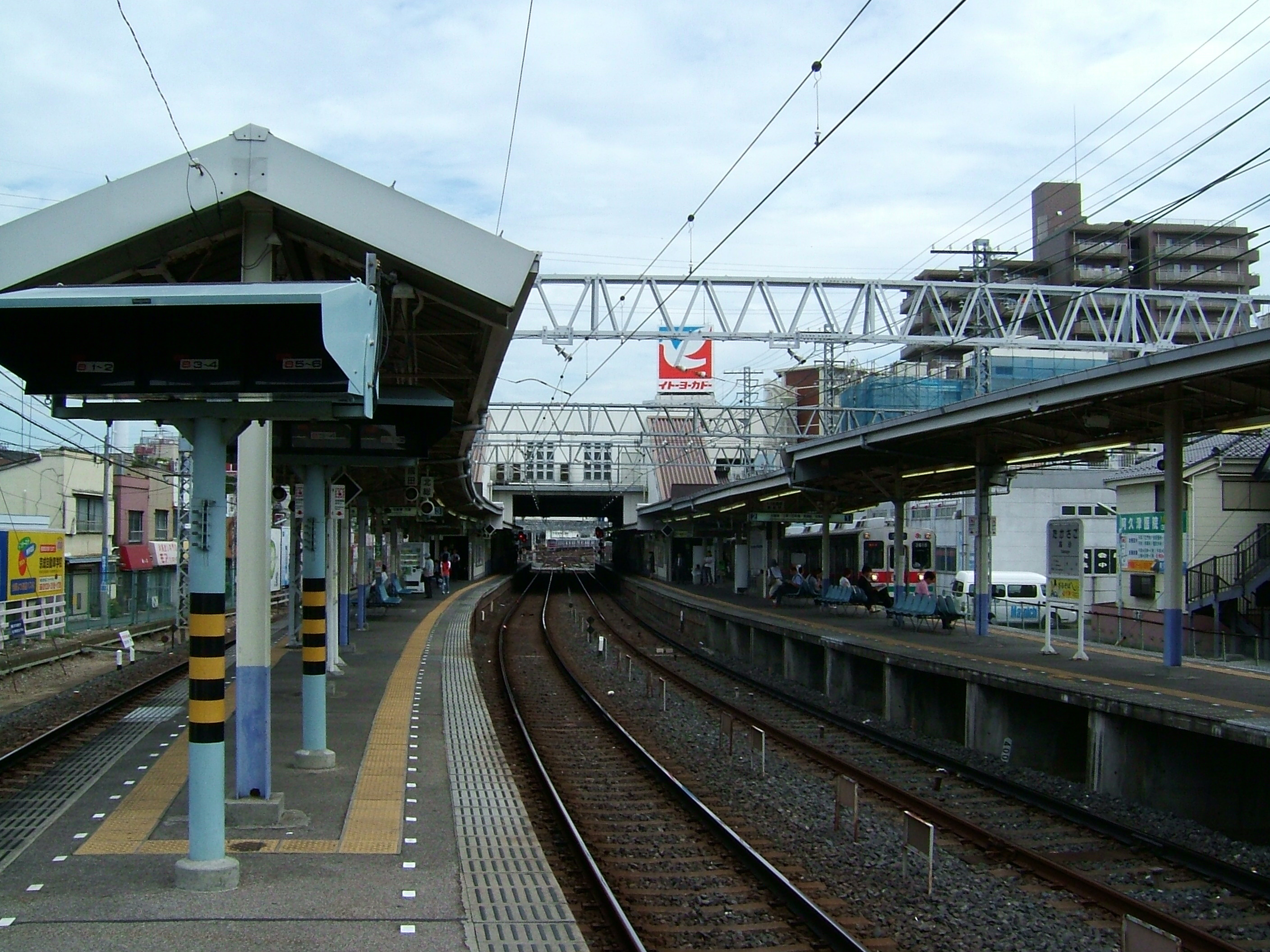
地面月台（2004年9月14日）
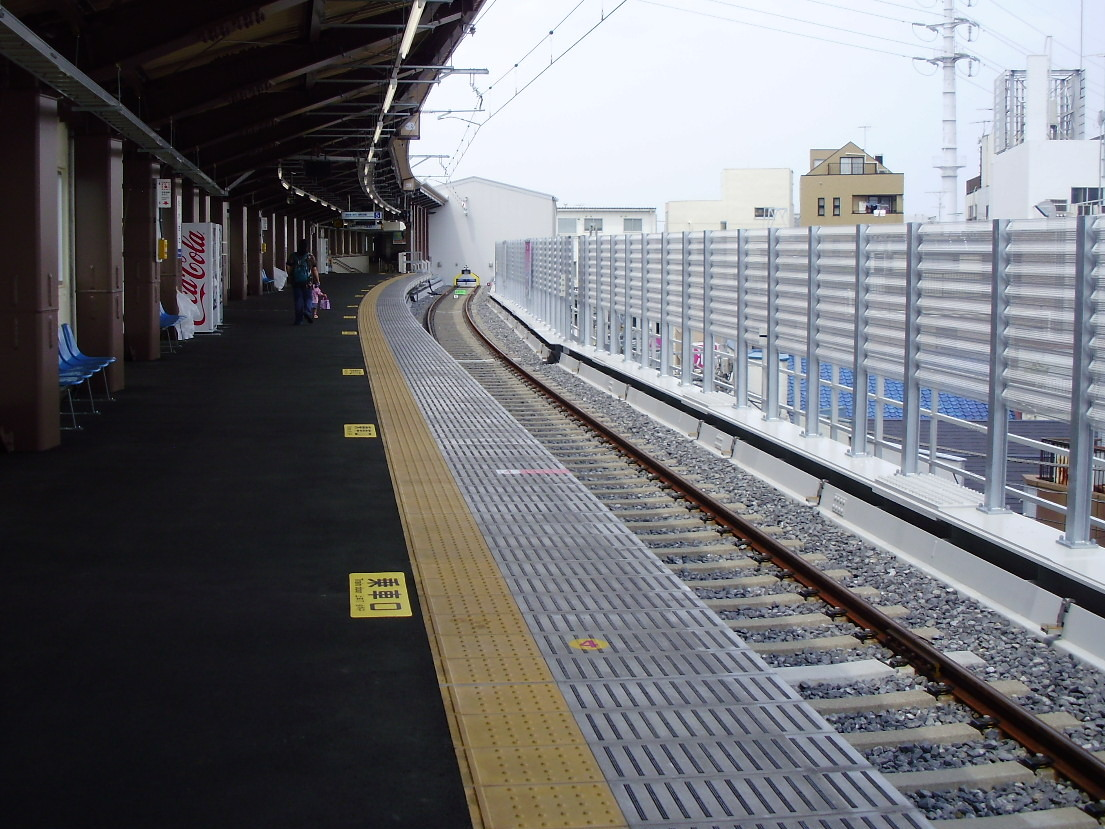
新設金町線5號月台（2010年7月11日）
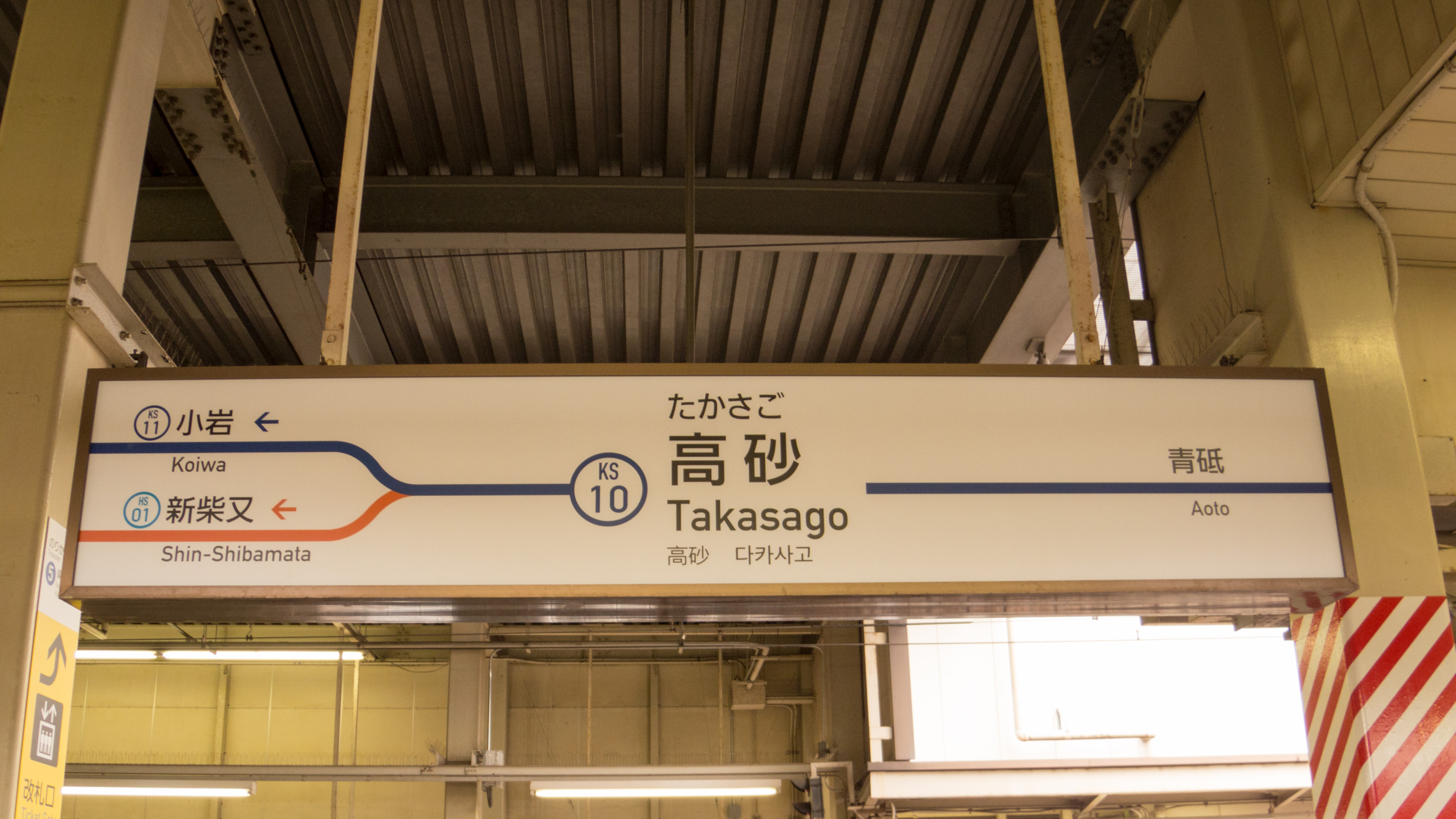
京成本線系站名標（2015年4月）。新柴又方向同時表示成田機場線的橙色線與北總線的水色車站編號。
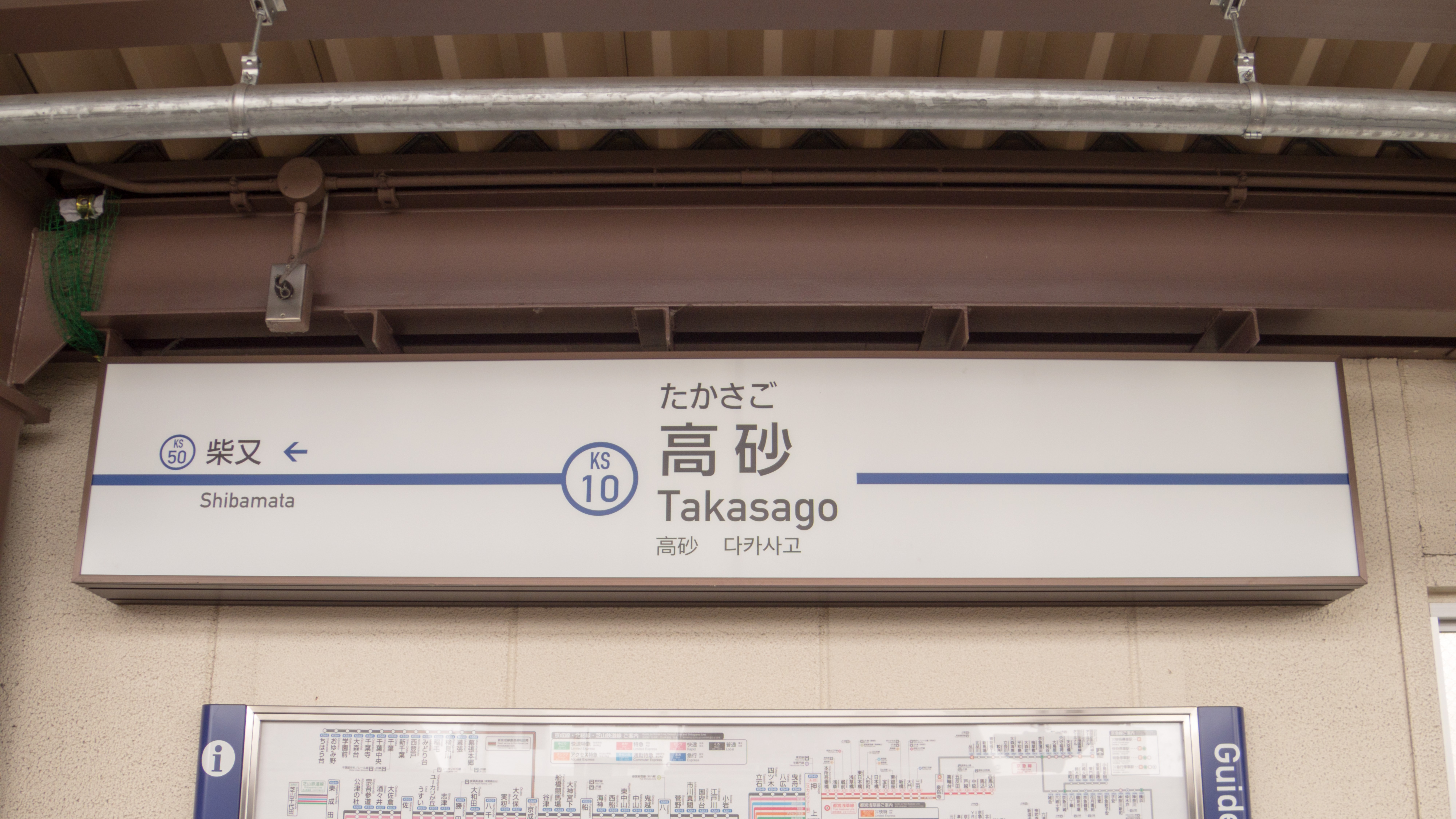
京成金町線站名標（2015年4月）
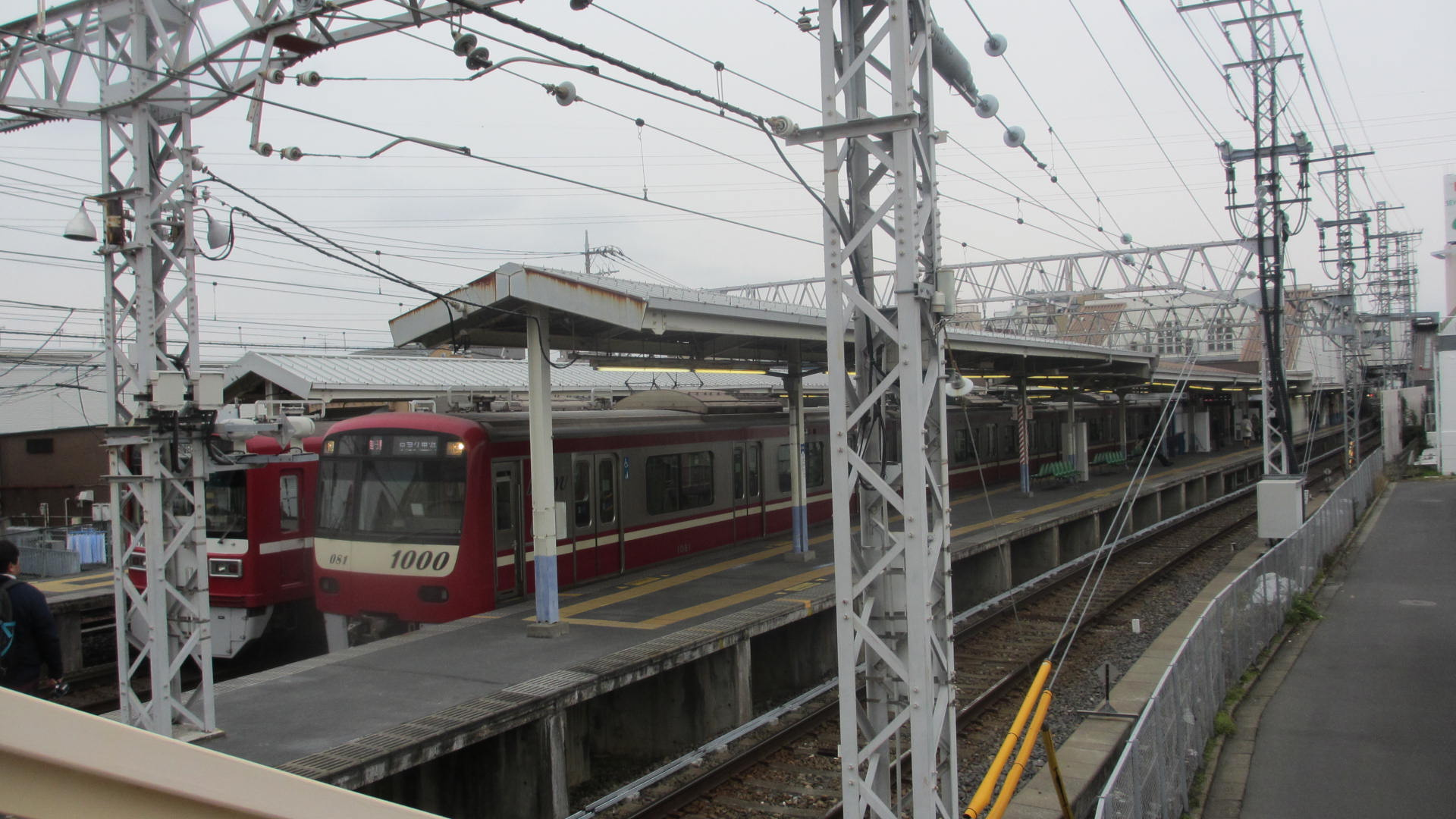
2號線發車的高砂始發快特往京急久里濱（2015年4月）

## 利用狀況
- 京成電鐵 - 2016年度1日平均上下車人次為101,330人[利用客数 1]。
京成線內全部69個車站當中僅次於押上站，位於第2位。但是數值包含北總線直通人次（65,858人）。
- 北總鐵道 - 2014年度1日平均上車人次為29,887人。
包含京成線直通人次。

近年1日平均上下車人次推移如下表。
| 年度               | 京成電鐵           | 京成電鐵 |
| 年度               | 1日平均 上下車人次 | 增長率   |
| ------------------ | ------------------ | -------- |
| 2002年（平成14年） | 81,147             |          |
| 2003年（平成15年） | 81,739             | 0.7%     |
| 2004年（平成16年） | 81,487             | -0.3%    |
| 2005年（平成17年） | 81,587             | 0.1%     |
| 2006年（平成18年） | 83,527             | 2.4%     |
| 2007年（平成19年） | 87,685             | 5.0%     |
| 2008年（平成20年） | 90,020             | 2.7%     |
| 2009年（平成21年） | 90,220             | 0.2%     |
| 2010年（平成22年） | 92,906             | 3.0%     |
| 2011年（平成23年） | 93,314             | 0.4%     |
| 2012年（平成24年） | 95,452             | 1.6%     |
| 2013年（平成25年） | 96,950             | 1.6%     |
| 2014年（平成26年） | 96,669             | -0.3%    |
| 2015年（平成27年） | 98,982             | 2.4%     |
| 2016年（平成28年） | 101,330            | 2.4%     |

近年1日平均上車人次推移如下表。
| 年度               | 京成電鐵 | 京成電鐵 | 北總鐵道 | 來源              |
| 年度               | 本線     | 金町線   | 北總鐵道 | 來源              |
| ------------------ | -------- | -------- | -------- | ----------------- |
| 1990年（平成02年） | 15,852   | 1,063    | -        | [ 東京都統計 1 ]  |
| 1991年（平成03年） | 29,459   | 1,126    | 13,210   | [ 東京都統計 2 ]  |
| 1992年（平成04年） | 33,663   | 1,167    | 17,471   | [ 東京都統計 3 ]  |
| 1993年（平成05年） | 36,101   | 1,170    | 20,200   | [ 東京都統計 4 ]  |
| 1994年（平成06年） | 37,942   | 1,134    | 22,479   | [ 東京都統計 5 ]  |
| 1995年（平成07年） | 39,243   | 1,139    | 24,189   | [ 東京都統計 6 ]  |
| 1996年（平成08年） | 40,274   | 1,118    | 25,321   | [ 東京都統計 7 ]  |
| 1997年（平成09年） | 41,967   | 1,110    | 26,038   | [ 東京都統計 8 ]  |
| 1998年（平成10年） | 41,271   | 1,044    | 26,595   | [ 東京都統計 9 ]  |
| 1999年（平成11年） | 40,434   | 1,025    | 26,142   | [ 東京都統計 10 ] |
| 2000年（平成12年） | 40,288   | 1,022    | 26,553   | [ 東京都統計 11 ] |
| 2001年（平成13年） | 40,570   | 975      | 26,945   | [ 東京都統計 12 ] |
| 2002年（平成14年） | 40,153   | 992      | 26,608   | [ 東京都統計 13 ] |
| 2003年（平成15年） | 40,366   | 992      | 26,945   | [ 東京都統計 14 ] |
| 2004年（平成16年） | 40,151   | 1,011    | 26,934   | [ 東京都統計 15 ] |
| 2005年（平成17年） | 40,151   | 1,027    | 27,219   | [ 東京都統計 16 ] |
| 2006年（平成18年） | 40,088   | 1,019    | 27,890   | [ 東京都統計 17 ] |
| 2007年（平成19年） | 43,090   | 1,055    | 29,885   | [ 東京都統計 18 ] |
| 2008年（平成20年） | 44,151   | 1,101    | 31,299   | [ 東京都統計 19 ] |
| 2009年（平成21年） | 44,214   | 1,134    | 31,482   | [ 東京都統計 20 ] |
| 2010年（平成22年） | 48,088   | 1,340    | 32,049   | [ 東京都統計 21 ] |
| 2011年（平成23年） | 49,038   | 1,363    | 32,025   | [ 東京都統計 22 ] |
| 2012年（平成24年） | 51,211   | 1,395    | 32,978   | [ 東京都統計 23 ] |
| 2013年（平成25年） | 52,575   | 1,441    | 30,117   | [ 東京都統計 24 ] |
| 2014年（平成26年） | 52,630   | 1,394    | 29,887   | [ 東京都統計 25 ] |
| 2015年（平成27年） | 54,936   | 1,449    | 30,630   | [ 東京都統計 26 ] |

## 車站周邊

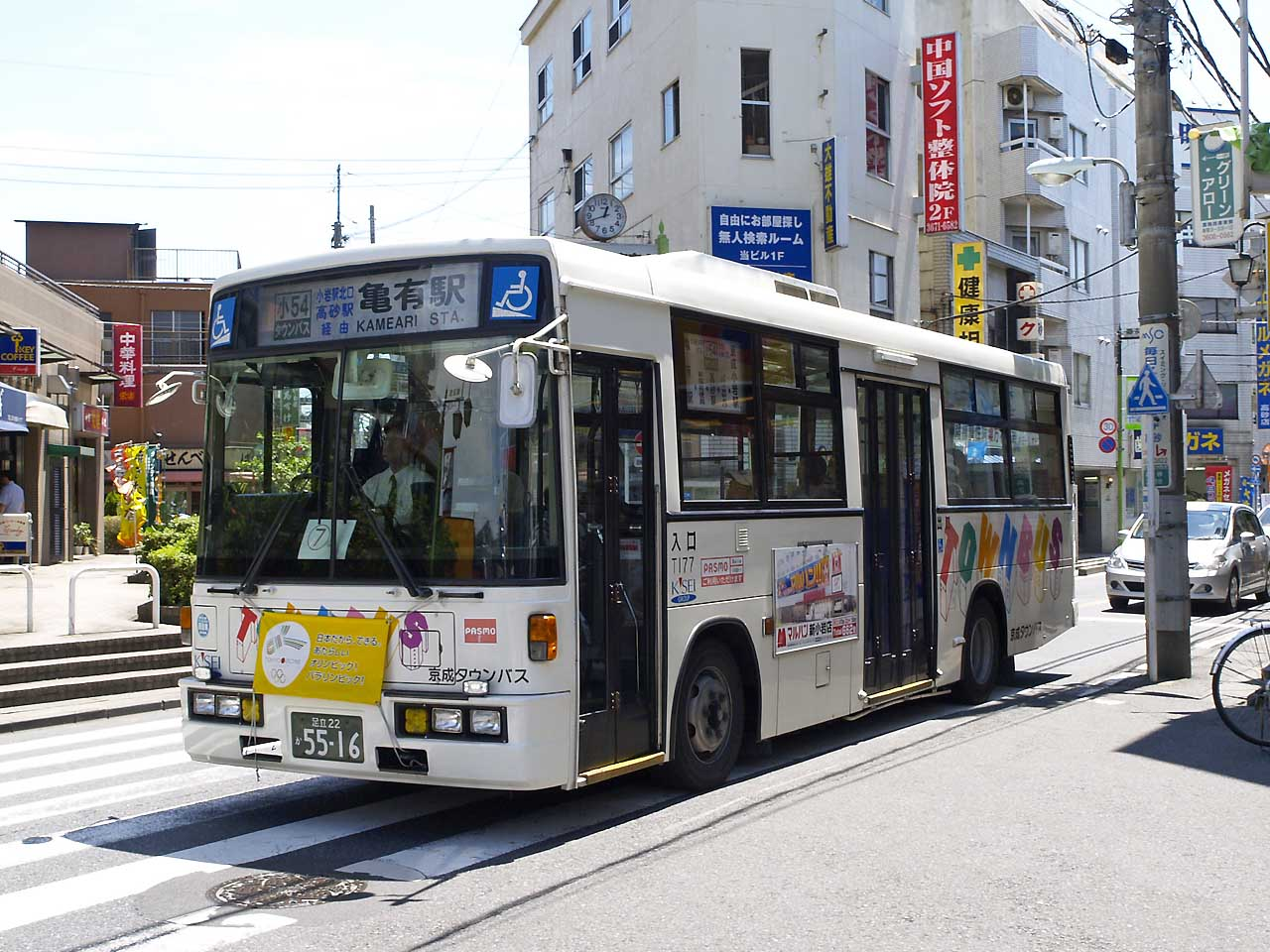
京成Town Bus新宿（にいじゅく）線（車站附近）

車站南側有都營高砂團地，站前有伊藤洋華堂。車站周邊住宅與商店密集。
車站西方中川旁有JR貨物新金貨物線。

### 北口
- 瑞穗銀行
- 高砂郵便局
- 城北信用金庫（日语：城北信用金庫）
- 葛飾區高砂兒童館
- 京成電鐵
  - 高砂保線區
  - 高砂檢車區
  - 電車區
  - 高砂電力區
  - 第二軌道分區
  - 第三軌道分區

- 京成駕駛學校（日语：京成ドライビングスクール）

### 南口
- 京成電鉄遺失物中心
- 每日運動廣場高砂
- 東京東信用金庫（日语：東京東信用金庫）
- 伊藤洋華堂高砂店
- 高砂天祖神社
- 都營高砂團地

### 巴士路線
站前沒有交通廣場，道路上有「京成高砂站」巴士站，可搭乘京成Town Bus路線。
- 小54 - 金町車庫（日语：京成バス金町営業所）、龜有站方向 / 小岩站北口、京成小岩站方向

## 打不開的平交道
車站東側的高砂1、2號平交道，由於常有京成本線與北總線（成田Sky Access線）列車同時通過，加上還有出入車輛基地的列車低速通過，使得平交道的遮斷時間非常長，也就是所謂的「打不開的平交道」。
過去這兩處平交道是採用手動升降式遮斷機（纜線式第1種乙踏切），但在2005年（平成17年）3月東武伊勢崎線竹之塚站（東京都足立區）附近的平交道發生意外後，2006年（平成18年）9月改成自動臂木式（第1種甲踏切）。但由於失去手動式的靈活性，使得遮斷時間更長。以前平交道曾設有行人天橋，但已隨金町線月台高架化撤除，現在行人可利用兩旁電梯連通站內通道通過平交道。
平交道自動化後，曾配置警衛確保安全，在2011年（平成23年）4月增設緊急按鈕後撤除。
受限於周邊腹地狹小，難以地下化，若要全面高架化則高砂檢車區（車輛基地）需要遷移並高架化。不過，葛飾區方面仍期望能完成交通立體化以解決「打不開的平交道」問題。

## 相鄰車站
京成電鐵、 北總鐵道
 京成本線
■快速特急、■通勤特急、■特急
青砥（KS09）－京成高砂（KS10）－京成八幡（KS16）
■快速、■普通
青砥（KS09）－京成高砂（KS10）－京成小岩（KS11）
 金町線
京成高砂（KS10）－柴又（KS50）
 北總線、 成田Sky Access線（成田機場線）
■Access特急、■特急
青砥（京成本線）（KS09）－京成高砂（KS10）－東松戶（HS05）
■急行（只限下行運行。至京成押上線為止為普通列車，此站起改變列車類別）、■普通
青砥（京成本線）（KS09）－京成高砂（KS10）－新柴又（HS01）

## 外部連結
- 京成高砂｜電車與車站資訊｜京成電鐵
- 京成高砂站PDF - 京成電鐵